# Тоггенбург (избирательный округ)
Тоггенбург (нем. Toggenburg (Wahlkreis)) — избирательный округ в Швейцарии (административные округа в данном кантоне отсутствуют).
Округ входит в кантон Санкт-Галлен. Занимает площадь 488,75 км². Население 47 411 человек (на 31 декабря 2021 года). Официальный код — 1727.

## Коммуны округа
| Герб             | Коммуна          | Население (2005) | Площадь км² | Официальный код | Примечание                                        |
| ---------------- | ---------------- | ---------------- | ----------- | --------------- | ------------------------------------------------- |
| Альт-Санкт-Йохан | Альт-Санкт-Йохан | 1441             | 53,10       | 3351            | 1.01.2010 объединены в Вильдхаус-Альт-Санкт-Йохан |
| Вильдхаус        | Вильдхаус        | 1213             | 34,43       | 3357            | 1.01.2010 объединены в Вильдхаус-Альт-Санкт-Йохан |
| Бруннадерн       | Бруннадерн       | 889              | 6,69        | 3371            | 1.01.2009 объединены в Неккерталь                 |
| Могельсберг      | Могельсберг      | 2208             | 32,96       | 3406            | 1.01.2009 объединены в Неккерталь                 |
| Санкт-Петерцелль | Санкт-Петерцелль | 1195             | 9,38        | 3376            | 1.01.2009 объединены в Неккерталь                 |
| Хемберг          | Хемберг          | 949              | 20,15       | 3372            | 1.01.2023 присоединены к коммуне Неккерталь       |
| Оберхельфеншвиль | Оберхельфеншвиль | 1351             | 12,68       | 3375            | 1.01.2023 присоединены к коммуне Неккерталь       |
| Бючвиль          | Бючвиль          | 3423             | 13,79       | 3391            | 1.01.2013 объединены в Бючвиль-Гантершвиль        |
| Гантершвиль      | Гантершвиль      | 1143             | 8,01        | 3403            | 1.01.2013 объединены в Бючвиль-Гантершвиль        |
| Эбнат-Каппель    | Эбнат-Каппель    | 4887             | 43,57       | 3352            |                                                   |
| Кирхберг         | Кирхберг         | 8051             | 42,59       | 3392            |                                                   |
| Ваттвиль         | Ваттвиль         | 8187             | 43,93       | 3377            | 1.01.2013 объединены в Ваттвиль                   |
| Кринау           | Кринау           | 271              | 7,23        | 3373            | 1.01.2013 объединены в Ваттвиль                   |
| Лихтенштейг      | Лихтенштейг      | 1928             | 2,82        | 3374            |                                                   |
| Лютисбург        | Лютисбург        | 1345             | 14,09       | 3393            |                                                   |
| Моснанг          | Моснанг          | 2882             | 50,46       | 3394            |                                                   |
| Неслау-Крумменау | Неслау-Крумменау | 3398             | 80,63       | 3358            | 1.01.2013 объединены в Неслау                     |
| Штайн            | Штайн            | 388              | 12,24       | 3356            | 1.01.2013 объединены в Неслау                     |
|                  | Итого (10)       | 45 149           | 488,75      | 1727            |                                                   |